# Клан Еберкромбі
Клан Еберкромбі (шотл. — Clan Abercrombie, гельськ. — Clan Obar Chrombach) — клан Аберкромбі, клан Обар Хромбах — один з кланів рівнинної частини Шотландії — Лоуленду. На сьогодні клан не має визнаного герольдами Шотландії і лордом Лева вождя, тому називається «кланом зброєносців».
Гасло клану: Petit alta — Він шукає високе (лат.)
Землі клану: Еберкромбі, Файф

## Історія клану Еберкромбі

### Походження клану Еберкромбі
Вперше в історичних документах клан Еберкромбі згадується в «Рагман роллс» — списку вождів шотландських кланів, що присягнули на вірність королю Англії Едварду І Довгоногому в 1296 році. Ще тоді клан жив на землях Обар Хромбах, що в Файфі, від яких і отримав свою назву. Відомо, що на початку XVII століття клан, зокрема, жив селищі Біркенбог, що в Банффширі.

### Релігійні діячі з клану Еберкромбі
Історія клану Еберкромбі тісно пов'язана з релігійною ворожнечею та релігійними війнами в Шотландії. Землі Банф в свій час були даровані єпископом Абердіна Олександру Еберкромбі — вождю клану Еберкромбі у 1362 році. Роберт Еберкромбі (1534—1613) був священиком-єзуїтом в Шотландії, очолював єзуїтську місію, категорично виступав проти реформації та проти впливу реформації на церкву Шотландії. Судячи по всьому саме він навернув королеву Шотландії Анну Данську — дружину короля Шотландії Джеймса VI в католицьку віру, якої вона дотримувалась до самої смерті.
Серед вождів клану Еберкромбі були не тільки ревні фанатичні католики, але і ревні фанатичні протестанти. Під час релігійного розколу в XVII столітті Олександр Еберкромбі став ревним ковенантером, рішуче виступав проти введення в Шотландії єпископальної церкви, на чому наполягав король Англії та Шотландії Карл І. Ця позиція Олександра Еберкромбі була зухвалою і провокаційною, це закінчилось введенням королівських військ в Біркенбог і діями рояліста маркіза Монтроз проти клану Еберкромбі.
Девід Еберкромбі став єзуїтом після навчання в Дуе і пішов по стопах своїх родичів, що були ревними католиками і боролися проти протестантів. Але потім він навернувся в протестантизм і став ревним протестантом і опублікував книгу направлену проти Папи під назвою «Доведення, що протестантизм безпечніший, ніж католицизм» у 1682 році.

### Військові діячі з клану Еберкромбі
Серед людей клану Еберкромбі були не тільки відомі релігійні діячі, але і відомі військові.
Сер Ральф Еберкромбі (1734—1801) був одним з найбільших реформаторів британської армії, він був наставником і вчителем Веллінгтона під час відступу британської армії з Європи в 1795 році і з самого початку наполеонівських воєн. Успіх британської армії в наполеонівських війнах багато істориків пояснюють реформами та реконструкціями, які провів в британській армії Ральф Еберкромбі.
Відомими стали кілька успішних військових операцій здійснених Ральфом Еберкромбі. Це захоплення британською армією іспанського острова Тринідад, успішні дії проти французів в Вест-Індії, компанія в Єгипті під час походу Наполеона в Єгипет — успішне взяття фортеці Абукира, що біля Александрії. Ці перемоги були відображені в титулах, які були даровані Ральфу Еберкромбі та його нащадкам.
Його вдові був дарований титул баронеси Еберкромбі, Абукира та Туллібоді.

## Видатні люди з клану Еберкромбі
- Сер Ральф Еберкромбі (1734—1801) — брав участь у Семирічній війні, був депутатом парламенту від Клакманнанширу. Дослужився до звання генерал-майора і очолив висадку британських військ в Абукирі, був убитий під час війни з Наполеоном.
- Джон Еберкромбі (1841—1924) — V барон Еберкромбі — лейтенант з стрілецької бригади. Він закінчив Університет Единбурга, отримав наукове звання почесного доктора права. Він був президентом Товариства антикварів Шотландії і отримав титул V барона Еберкромбі 3 жовтня 1917 року. Після звільнення з армії в 1870 році він присвятив своє життя вивченню мов, подорожам та дослідженню фольклору. У 1904 році він ввів термін бекер (англ. — Beaker) в археологічну лексику, щоб описати незвичайні чаші для пиття, що знаходять археологи по всій Європі. Він підтримав товариство антикварів Шотландії і служив як президент цього товариства з 1913 по 1918 рік. Він створив кафедру археології в університеті Единбургу, кафедрою завідували у свій час Віра Гордона Чайлда і Стюарт Пігготт. Джон Еберкромбі написав і опублікував наукові монографії по вивченню кераміки бронзової доби Європи.